# Lagenocarpus amazonicus
Lagenocarpus amazonicus är en halvgräsart som först beskrevs av Charles Baron Clarke, och fick sitt nu gällande namn av Hans Heinrich Pfeiffer. Lagenocarpus amazonicus ingår i släktet Lagenocarpus och familjen halvgräs. Inga underarter finns listade i Catalogue of Life.